# Bruriah
Bruriah (in ebraico ברוריה‎?) (Israele, II secolo – ...) era una saggia donna ebrea, sposa del rabbino Tanna Rabbi Meir della 4ª generazione (135 - 170 e.v.).

## Biografia
Una delle donne citate come sagge nel Talmud, figlia di Rabbi Hananiah ben Teradion, che fu uno dei "Dieci Martiri". Bruriah fu molto ammirata per la sua profonda conoscenza di materie relative sia alla Halakhah che all'Aggadah, e si dice che abbia imparato dai rabbini 300 halakhot in un solo giorno. I suoi genitori furono mandati a morte dai romani per aver insegnato la Torah, ma lei continuò il loro compito.
Bruriah era molto coinvolta nelle discussioni halakhiche del suo tempo, e sfidò persino suo padre su una questione di purezza rituale. I suoi commenti sono lodati in quel caso da Rabbi Judah ben Bava. In un altro caso, il rabbino Joshua lodò il suo intervento in un dibattito tra Rabbi Tarfon e i saggi, e disse: "Bruriah ha parlato correttamente".
Bruriah è anche rinomata per il suo spirito tagliente e le sue battute spesso caustiche. Il Talmud (Trattato Eruvin 53b) riferisce che una volta castigò Rabbi Jose ben Halafta, quando le chiese "Qual è la strada per Lod?" sostenendo che avrebbe potuto dire la stessa cosa in tre parole, "Dov'è Lod?" invece del doppio, e quindi rispettare l'ingiunzione talmudica di non parlare alle donne inutilmente.
Nel Midrash sul Salmo 118 si afferma che Bruriah insegnò a suo marito, Rabbi Meir, di pregare per il pentimento dei malvagi, piuttosto che per la loro distruzione. Secondo la storia, una volta aveva trovato il Rabbi Meir che pregava che un vicino fastidioso morisse. Sconvolta da questo fatto, gli rispose spiegandogli il versetto "Scompaiano i peccatori dalla terra e più non esistano gli empi." (104:35), e disse che il versetto in realtà affermava: "Che i peccati vengano eliminati dalla terra", aggiungendo che "più non esistano gli empi" indicava che i peccatori si erano pentiti. Un'altra interpretazione del passo, che si adatta con la vocalizzazione masoretica, asserisce che Bruriah spiegò che il versetto non si riferisce a "coloro che peccano" (come participio), ma ai "peccatori" abituali (come nomen agentis).
Bruriah è anche descritta come donna di enorme forza interiore. Il Midrash sul Libro dei Proverbi racconta che i suoi due figli morirono improvvisamente il giorno del Shabbat, ma nascose il fatto al marito finché avesse potuto dirglielo in un modo che lo confortasse. In risposta, Rabbi Meir citò il versetto, "Una donna perfetta chi potrà trovarla?" (31:10).

## Morte
Il Talmud, nel Trattato Avodah Zarah 18b,, menziona che nel mezzo della vita, Rabbi Meir scappò a Babilonia, e adduce due spiegazioni possibili. La seconda viene chiamata "l'incidente Bruriah" (מעשה דברוריא), frase che non viene spiegata, lasciando che la spieghino i commentatori classici successivi; Rashi (ad loc.) riporta la seguente storia: Bruriah non dava peso all'asserzione talmudica che le donne sono "svanite".. Per provare questa massima talmudica, Rabbi Meir mandò uno dei suoi studenti a sedurla. Sebbene Bruriah agli inizi resistesse agli approcci dello studente, alla fine cedette. Quando si rese conto di ciò che aveva fatto (כשנודע לה), si suicidò per la vergogna. Rabbi Meir, a sua volta, si esiliò da Israele per la vergogna e fuggì a Babilonia.
Ma Rabbi Nissim Ben Jacob di Qayrawan fornisce una spiegazione differente, che è più fedele al testo. Secondo lui, Rabbi Meir e Bruriah dovettero scappare a Babilonia dopo che i romani ebbero giustiziato suo padre, venduto la madre in schiavitù e sua sorella ad un bordello (sorella che poi Rabbi Meir riscattò) e stavano cercando anche Bruriah. Anche altre fonti rabbiniche sono in disaccordo con il commento di Rashi, e in effetti esiste una tradizione tra rabbini ortodossi di chiamare le proprie figlie "Bruriah", come affermazione della sua rettitudine.